# Apollodoros z Aten (malarz)
Apollodoros z Aten, zwany Skiagrafem (V wiek p.n.e.) – malarz grecki, inicjator światłocieniowego modelunku postaci (tzw. skiagrafii) i prekursor iluzjonizmu malarskiego.
Działał w drugiej połowie V wieku p.n.e. w Atenach, szczytowy okres jego działalności artystycznej przypada na okres wojny peloponeskiej. Jego obrazy charakteryzowały się naturalnością i nowatorskim podejściem. Dokonał szczególnie istotnych zmian w przedstawianiu ciała ludzkiego, które pokazywał w sposób bardziej zbliżony do natury. Wsławił się wprowadzeniem do swych obrazów sztuki stopniowania kolorów i zaciemniania konturów oraz efektu światłocienia, stąd jego przydomek Skiagraf (gr. sciagrafos) – malarz cieni.
Znane są z nazwy dwa jego obrazy: Modląca się kapłanka i Ajaks rażony piorunem. Znajdowały się one w Pergamonie i wzbudzały najwyższy podziw jeszcze w czasach rzymskich.